# Остров Крупинина
О́стров Крупи́нина — остров в северной части Таманского залива Чёрного моря, административно входящий в состав Краснодарского края России.
Остров находится в 1,5—2 км южнее от косы Чушка. Состоит из смеси песка и ракушечника. Густые заросли камыша. На острове обитает большое количество птиц (цапли, бакланы), разного вида насекомые. В прибрежных водах водится рыба (бычки, пиленгас), на мелководье — небольшие крабы и рыбки-иголки. Иногда в залив на кормёжку заплывают стаи дельфинов.
Остров Крупинина является излюбленным местом отдыха радиолюбителей.